# Radial (Uruguay)
Radial ist eine Ortschaft in Uruguay.

## Geographie
Radial befindet sich auf dem Gebiet des Departamento San José in dessen Sektor 6. Ansiedlungen in der Nähe sind im Nordwesten Rafael Perazza und Mangrullo - Pueblo Leonico Rivero, im Norden Villa María und im Südosten Puntas de Valdéz. Das Gebiet westlich des Ortes trägt die Bezeichnung Cuchilla San Miguel, östlich erstreckt sich die Cuchilla Mangrullo. Knapp einen Kilometer im Norden Radials entspringt der Arroyo San Gregorio, der einige Kilometer südlich in den Río de la Plata mündet.

## Infrastruktur
Durch den Ort führt die Ruta 1 und die hier abzweigende Ruta 3.

## Einwohner
Die Einwohnerzahl von Radial beträgt 250 (Stand: 2011), davon 135 männliche und 115 weibliche. Für die vorhergehenden Volkszählungen der Jahre 1963, 1975, 1985 und 1996 sind beim Instituto Nacional de Estadística de Uruguay keine Daten erfasst worden.
| Jahr | Einwohner |
| ---- | --------- |
| 1963 | -         |
| 1975 | -         |
| 1985 | -         |
| 1996 | -         |
| 2004 | 187       |
| 2011 | 250       |

Quelle: Instituto Nacional de Estadística de Uruguay